# (4185) Phystech
(4185) Phystech ist ein Hauptgürtelasteroid, der am 4. März 1975 von Tamara Michailowna Smirnowa vom Krim-Observatorium aus entdeckt wurde.
Der Asteroid wurde nach dem Moskauer Institut für Physik und Technologie benannt.